# Eierdoos

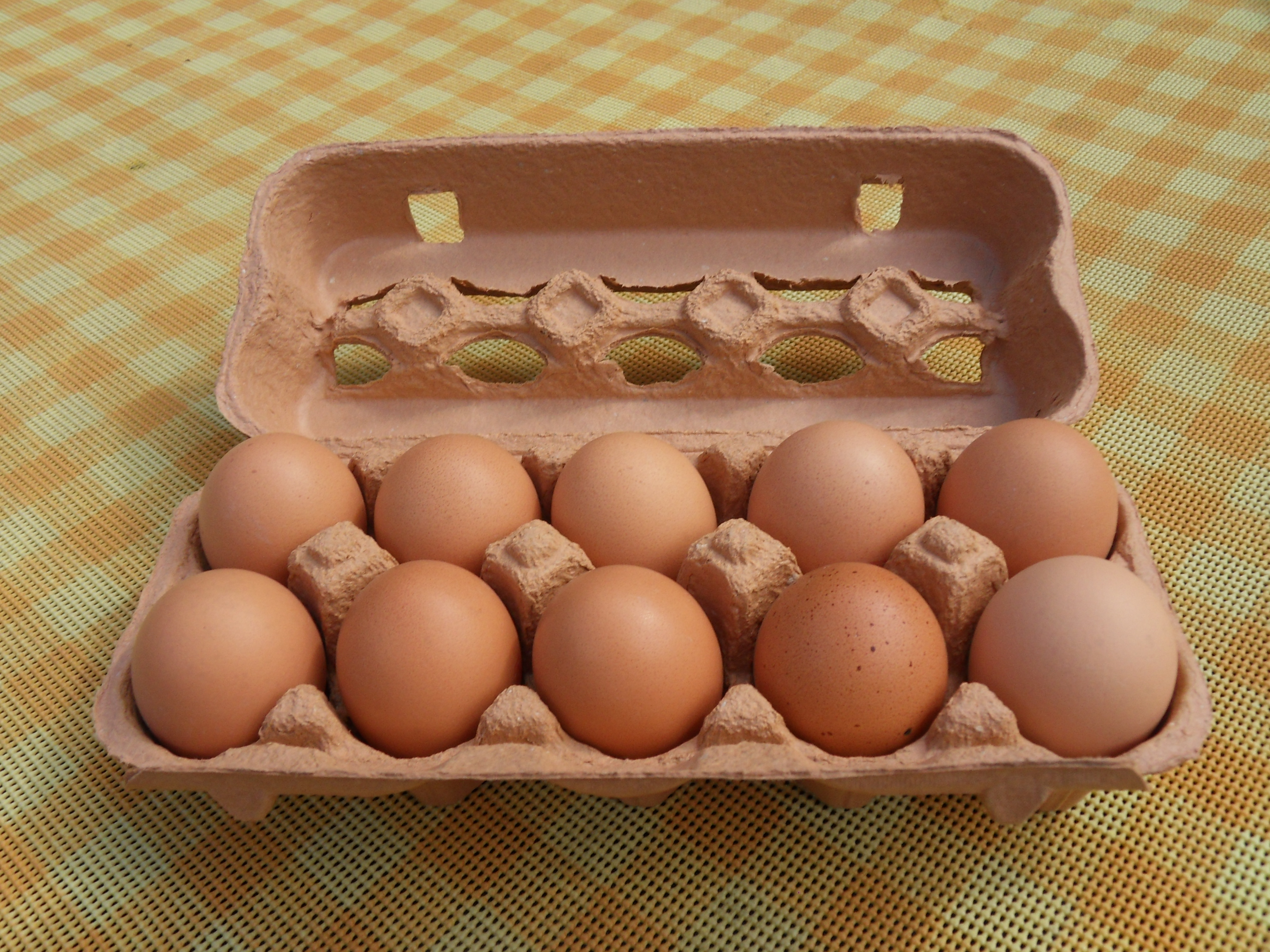
Vormkarton als verpakkingsmateriaal voor eieren

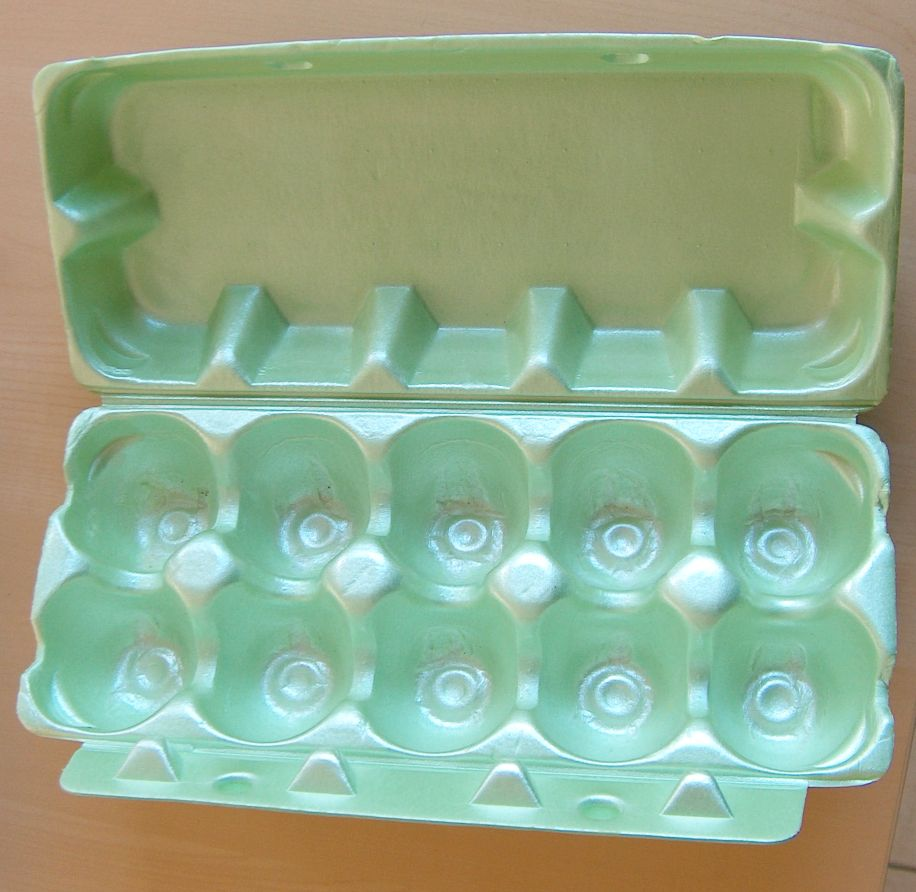
Geschuimd polystyreen als verpakkingsmateriaal voor eieren

Een eierdoos is een doos bedoeld om verse eieren te transporteren en in de winkel op de schappen te plaatsen. De doos is zo gevormd dat de eieren tijdens transport niet met elkaar in aanraking kunnen komen.
Meestal wordt vormkarton gebruikt om de eieren beschermd te kunnen verpakken. Voor eierdozen wordt ook geschuimd kunststof gebruikt. Door het dempend vermogen lopen de eieren minder kans op breken. Veel voorkomende dozen hebben plaats voor 6, 8, 10 of 12 eieren.
Voordat eierdozen waren uitgevonden, werden eieren in mandjes vervoerd. Bij de kruidenier stond een glazen houder op de toonbank, met stro onderin, waarin de eieren werden bewaard.
Vanwege het geluiddempend effect worden eierdozen soms hergebruikt om de wanden en plafonds van oefenruimtes van muzikanten te bekleden.